# Fouchécourt, Haute-Saône
Fouchécourt là một xã thuộc tỉnh Haute-Saône trong vùng Bourgogne-Franche-Comté phía đông nước Pháp.